# بیدریتس
بیدریتس (به آلمانی: Biederitz) یک شهر در آلمان است که در یریشوورلاند واقع شده‌است. بیدریتس ۸٬۶۸۵ نفر جمعیت دارد.

## خواهرخوانده
شهر وچلد خواهرخواندهٔ بیدریتس هست.